# Eucor - Le campus européen
Eucor – Le Campus européen est un groupement européen de coopération territoriale (GECT) créé en 2016, son origine remonte à la signature en 1989 par sept universités du Rhin Supérieur, situées entre la Forêt-Noire, le Jura et les Vosges, d'une convention fondant la Confédération européenne des universités du Rhin supérieur.

## Présentation

### Historique
Les universités rhénanes collaborent depuis longtemps. Ainsi, déjà dès la fin du Moyen Âge et la création des premières universités (Fribourg-en-Brisgau en 1457, Bâle en 1460 et Strasbourg en 1538), de nombreux étudiants et professeurs fréquentent les différents établissements.
À l'époque, connu par tous les usagers de ces universités, le latin est la langue d'étude par excellence. Mais ils partagent aussi un ensemble de dialectes alémaniques permettant une compréhension mutuelle et permettant ainsi d'instaurer une mobilité entre les différents lieux d'enseignement.
Au fil du temps, les évolutions politiques et linguistiques de la région du Rhin Supérieur (notamment avec les nombreuses annexions de l'Alsace-Lorraine) ont freiné cette mobilité, même si celle-ci s'est poursuivie de manière informelle.
À l’initiative de l’université de Bâle, puis du recteur de l’académie de Strasbourg, les liens entre les universités de la région sont ravivés au cours des années 1970 et 80. Cette initiative donnera lieu à la naissance en 1984 à la Conférence des Recteurs et Présidents des Universités du Rhin supérieur qui aboutit en 1989 à la fondation de la Confédération européenne des Universités du Rhin supérieur dont la convention fondatrice est signée à Bâle le 13 décembre 1989 en présence de représentants officiels des trois pays riverains : Allemagne, France, et Suisse.
Plusieurs projets de recherche et de formation mettant en commun les équipes des sept universités fondatrices (université de Fribourg-en-Brisgau, Université de Bâle, université de Strasbourg-I, université de Strasbourg-II, université de Strasbourg-III, université de Fribourg-en-Brisgau et université de Haute-Alsace) voient le jour comme la réalisation d’un atlas climatique du Rhin supérieur (REKLIP), la recherche sur la tectonique du fossé rhénan (URGENT), le Collegium Beatus Rhenanus, l'École supérieure de biotechnologie de Strasbourg ou plus récemment un réseau de recherche en neurologie (NEUREX). En juin 2000, Eucor se dote d'un bureau de coordination (initialement appelé Secrétariat permanent) installé à Strasbourg.
Afin de donner un cadre juridique, les universités membres d'Eucor décident le 9 décembre 2015 de créer une nouvelle base de coopération en se regroupant au sein du premier groupement européen de coopération territoriale (GECT) associant des universités. Le but étant de consolider la coopération existante dans les domaines de la recherche et de l’enseignement et de permettre de bénéficier de financement de l’Union européenne tout en maintenant l’autonomie des universités. Il bénéficie ainsi à sa création d'un financements européen sur trois ans via le programme « Interreg VA Rhin Supérieur » du Fonds européen de développement économique et régional (Feder) de 5,5 millions d’euros.

### Membres du groupement
- l'université de Bâle (Bâle, Suisse),
- l'université Albert-Ludwig (Fribourg-en-Brisgau, Allemagne),
- l'université de Haute-Alsace (Mulhouse / Colmar, France),
- l'Institut de technologie de Karlsruhe (Karlsruhe, Allemagne),
- l'université de Strasbourg (Strasbourg, France).

### Chiffrés clés
Le groupement compte en 2016 près de 115 000 étudiants, 15 000 enseignants et chercheurs et 11 000 doctorants, un grand nombre de facultés, instituts et laboratoires dans presque tous les secteurs de la formation et de la recherche pour un budget total annuel s'élevant à plus de 2,3 milliards d’euros.

### Organisation
Le groupement est doté de plusieurs instances :
- d'une assemblée constituée des présidents et recteurs en exercice des universités membres. Cette instance de décision adopte le budget annuel et détermine la stratégie générale et le plan de travail annuel du groupement. Elle est présidée par un représentant élu au sein de l'assemblée pour une durée de trois ans ;
- d'une commission des vice-présidents composée d’un membre de la direction de chacune des universités qui prépare les décisions de l’assemblée et délibère sur les questions fondamentales relatives groupement ;
- d'un secrétariat (situé à Fribourg-en-Brisgau) apportant son soutien aux missions de l'assemblée, du président et de la commission des vice-présidents ;
- d'un siège, bureau de coordination et de la présidence (situé à Strasbourg) chargé de la coordination des échanges et de la coopération ;
- d'un conseil des étudiants composé de représentants des principales associations étudiantes des universités membres dont le but est de défendre les intérêts des étudiants des membres du groupement ;
- et de coordinateurs dans les différentes universités membres.

## Missions
L'objectif d'Eucor est de promouvoir la coopération dans tous les domaines de l’enseignement et de la recherche en encourageant l’échange d’enseignants, d’étudiants, de faciliter et stimuler la mise en place de coopérations dans les domaines de la formation (en favorisant les enseignements transfrontaliers communs ainsi que la reconnaissance mutuelle des acquis), de la recherche (en lançant des programmes de recherche communs), de l'administration, de la culture et du sport.
En tant qu'espace d'échange, Eucor permet par exemple à chaque étudiant inscrit dans l'une des universités membres de profiter de l'enseignement et de bénéficier gratuitement des services des autres universités et bibliothèques.

## L’École supérieure de biotechnologie Strasbourg (ESBS)
L’École supérieure de biotechnologie Strasbourg (ESBS), créée en 1982 par l'université Louis-Pasteur (Strasbourg-I) est devenue, en accord avec une convention signée en 16 novembre 1988, une filière de formation d'ingénieurs en biotechnologie commune aux universités de Bâle, Fribourg-en-Brisgau, Karlsruhe et Strasbourg, l'école devient L'École européenne des universités du Rhin Supérieur. L'École délivrant ainsi un diplôme d'ingénieur en biotechnologie, sous les sceaux des quatre universités. Elle est située à Strasbourg et des enseignants des universités de Bâle, Fribourg-en-Brisgau et Karlsruhe viennent régulièrement y dispenser leurs cours. À l'inverse, les étudiants doivent suivre une partie de leur cursus dans les autres universités, pour des périodes d'un à deux mois. Les cours sont dispensés indifféremment en français, allemand ou anglais.
La création de l'école est liée au rapprochement des universités du Rhin supérieur dans le cadre d'Eucor, c'est sous l'impulsion du prix Nobel de médecine, le professeur Werner Arber alors recteur de l'université de Bâle que l'idée a émergé. L'école est donc une réalisation concrète des partenaires d'Eucor,.

## Logo et sigle
Le logo du réseau Eucor représente de manière stylisée la région du Rhin supérieur, l'espace géographique des universités membres de la confédération, alors que le bleu recourbé à sa base représente le Rhin. Le sigle Eucor quant à lui est le raccourci et le concentré de Europäische Conföderation Ober Rhein (Confédération européenne des universités du Rhin supérieur en allemand). Une autre signification du sigle venant de l’adverbe grec eu, signifiant « bien », affectant le cor qui signifie en latin le « cœur » traduisent les valeurs humanistes et spirituelles chères aux fondateurs. En plus de ces explications on peut noter que le EU montre l'importance d'une région implantée au cœur de l'Europe.

## Compléments